# MOSS
MOSS（モス）は、岩手県盛岡市にある、映画館を併設したショッピングセンターである。Morioka Oodori Shopping & Screenの略称である。
建物は「モスビル」と呼ばれる。
本項では、かつて当地に存在したダイエー盛岡店についても記述する。

## 概要

### ダイエー盛岡店
1973年（昭和48年）5月、盛岡大通商店街の一角に前身となるダイエー盛岡店が開業した。盛岡市の中心商店街大通・菜園との共同セールを行うなど、地元と協調して商店街の集客の核として機能してきたが、郊外に進出した大型店との競合で売上が低迷していたため、ダイエーの経営悪化に伴う経営再建策として行われた不採算店閉鎖の一環として2005年（平成17年）11月27日に閉店した。

### 跡地の活用とMOSSの開業
建物の所有者だった岩手自動車販売は、店舗閉鎖の決定直後から閉店後も店舗のビルを活用して地元の集客の核となる店舗を後継として招致することを目指し、2005年（平成17年）11月に新商業施設の計画を発表してテナントの公募と出店の調整を進め、盛岡市も子育て支援施設を入居させる計画を立てていた。しかし、ビルの老朽化が進んでおり、耐震性の確保に多額の補修費が掛かることが判明したため2006年（平成18年）3月15日に跡地を解体し、旧店舗の南側に隣接していた駐車場に新たな商業施設を建設する構想を発表した。
岩手自動車販売と中央住宅産業が店舗跡地とその南側の駐車場跡地に、店舗と駐車場の入るビルを新築。2006年（平成18年）12月9日にMOSSが開業した。
前述の通り盛岡大通商店街の一角に所在し、「ショッピング&スクリーン」と名付けられている通り、テナントには食品売り場を担う食品スーパーや書店、カフェといった商業施設だけでなく映画館も入居しているほか、敷地内にイベントなどが実施できる広場的なスペースがある。
ロゴデザインは、同県出身のグラフィックデザイナーである小島良平が担当した。また、建物のデザインや周辺の整備は町並に調和するように配慮。周辺には遊歩道や休憩スペース、モニュメントがつくられており、中心市街地活性化にも貢献することが期待されている。
キャッチコピーは盛岡市出身のコピーライター阿部伸樹による「なかなかのまちなか」。
2009年（平成21年）10月にMOSSとJR盛岡駅の間に日用雑貨や衣類、食料品、産直施設が入るクロステラス盛岡が開業したため、同年12月5日から当店に近い百貨店の川徳とともに3店共同でスタンプラリーを実施するなど、共同での販売促進企画を始めている。

## 沿革
- 1973年（昭和48年）5月18日 - ダイエー盛岡店開店。
- 2005年（平成17年）11月27日 - 経営再建に伴う全国的な店舗閉鎖によりダイエー盛岡店閉店。
- 2006年（平成18年）12月9日 - 盛岡店跡地に新たに「モスビル」を建設。「MOSS」がオープン[1]。

## テナント

### 1階
- ベルプラスワン（食品）[1]

### 2階
- ICI石井スポーツ[1]
- 化粧屋（化粧品）
- スマイルメガネ研究舎（眼鏡、アクセサリー）
- ELECTRIC（雑貨）

### 3階
- ジュンク堂書店[1]
- 丸善（文具）

### 4階
- ミュゼプラチナム（美容サロン）
- Disknote 盛岡（レコード・CD・DVD他）
- AEON（英会話）
- ジュンク堂書店[1]

### 5階
- フォーラム盛岡（映画館）
株式会社フォーラム運営委員会が経営・運営するシネマコンプレックス（以下、シネコン）[1]。
当館は盛岡市内初、岩手県で2番目のシネコン。市内では2023年現在でも唯一のシネコンである。
元々、1993年に「盛岡フォーラム」として開館。大通1丁目の「ヒグチビル」2階にて3スクリーンを有する映画館として営業していたが、MOSSビル開業に伴い現在の7スクリーンの映画館として移転した。ちなみに旧フォーラムのあった跡地は場外馬券売り場となっている。
2009年に「フォーラム盛岡」に改称。同年7月31日にはサンライズタウンビル（ニッカツゴールデンビル）5階に姉妹館「アートフォーラム」（盛岡名劇跡地）が開館したが、こちらは2023年4月に閉館する予定[7]。

座席数
- 1番館：99席
- 2番館：136席
- 3番館：124席
- 4番館：79席
- 5番館：182席
- 6番館：182席
- 7番館：152席

※全スクリーン共サラウンドEX、DTS対応。

### 屋外広場
- &Rost（coffee・軽食）
- キッチンカーfu-go（クレープ自動販売機）
  - ATMやコインロッカーも併設。

## 周辺
映画館通りや大通・菜園のすぐ近くであり、周辺には県内最大の百貨店である川徳や、諸官庁が集中する市内の中心部に位置している。